# Steve Kilbey
Steven John Kilbey (Welwyn Garden City, 13 settembre 1954) è un cantante e bassista britannico naturalizzato australiano.
Tra il 1979 ed il 1980 ha fondato, insieme a Nick Ward e Peter Koppes il gruppo musicale The Church, di cui è cantautore, bassista e occasionalmente anche chitarrista e tastierista. Fin dal 1985 è attivo anche come solista.
Per quanto riguarda i suoi progetti paralleli, nel 1988 ha formato il duo musicale Hex insieme a Donnette Thayer (Game Theory) pubblicando due album. Negli anni '90 ha dato vita al progetto Jack Frost insieme a Grant McLennan (The Go-Betweens).
Nel 2009 ha intrapreso una collaborazione con Martin Kennedy (All India Radio).
Kilbey è anche attivo come produttore discografico, poeta e pittore.

## Discografia parziale
- 1986 - Unearthed
- 1987 - Earthed
- 1987 - The Slow Crack
- 1990 - Remindlessness
- 1991 - Narcosis (EP)
- 1997 - Narcosis +
- 2000 - Acoustic & Intimate
- 2001 - Dabble
- 2004 - Narcosos + More
- 2008 - Painkiller
- 2009 - Art, Man + Technology
- 2012 - Garage Sutra
- 2013 - The Idyllist
- 2018 - Sydney Rococo